# Jacob Guinsburg
Jacó Guinsburg (Riscani, Bessarábia, atual Moldávia, 1921 – São Paulo, 21 de outubro de 2018) foi um crítico de teatro, ensaísta e professor brasileiro. Foi diretor-presidente da Editora Perspectiva.
Foi um dos grandes teóricos do teatro brasileiro e também tradutor e editor de mais de uma centena de importantes obras de estética, teoria e história das artes e do teatro, tendo inúmeros artigos publicados no Suplemento Literário de O Estado de S. Paulo. Foi o mais importante especialista em teatro russo e em língua iídiche no Brasil.

## Biografia
Nascido na cidade de Riscani, na Bessarábia, (hoje território da Moldávia), emigrou para o Brasil com seus pais em 1924, com três anos de idade, onde, anos depois, integrou-se ao intenso processo de movimentação política e intelectual no país, acompanhando de perto a renovação do teatro brasileiro. Escreveu na imprensa de São Paulo e do Rio de Janeiro sobre literatura brasileira, judaica e internacional, tornando-se colaborador constante em revistas da comunidade judaica com artigos no campo das artes, da literatura e, inclusive, da crítica teatral.
Entre suas obras encontram-se Stanislavski e o Teatro de Arte de Moscou, Aventuras de uma Língua Errante - Ensaio de Literatura e Teatro Ídiche, Leone De Sommi: Um Judeu no Teatro da Renascença Italiana, Guia Histórico da Literatura Hebraica, Dicionário do Teatro Brasileiro, Diálogos Sobre Teatro, Stanislavski, Meierhold Cia & Ensaios de Teatro Russo, Semiologia do Teatro, Da Cena em Cena e inúmeros ensaios de estética e história do teatro, traduções e edição de várias obras sobre Diderot, Lessing, Buechner e Nietzsche. É editor das obras completas de Anatol Rosenfeld, importante crítico e teórico de teatro que viveu no Brasil depois da Segunda Guerra Mundial.
Como editor participou das editoras Rampa 1946, Perspectiva (a primeira com esse nome), Difusão Européia do Livro - Difel, fundando posteriormente a atual Editora Perspectiva voltada para a edição de obras de vanguarda. Fez cursos de filosofia na Sorbonne 1962 e 1963. Sempre acompanhando o movimento inovador do teatro e das artes brasileiras é chamado pelo diretor Gerald Thomas como um ensaista e "acadêmico de vanguarda".
Começou sua intensa carreira como professor de crítica teatral na Escola de Arte Dramática (EAD) em 1964, ingressando posteriormente - 1967 na Escola de Comunicações e Artes da Universidade de São Paulo, ECA/USP, assumindo finalmente a cadeira de estética teatral em que se tornou formador e estimulador de grande número dos principais críticos, teóricos e mestres do teatro brasileiro, tendo recebido o título de Professor Emérito.
Faleceu em São Paulo em 21 de outubro de 2018, aos 97 anos, vítima de insuficiência renal.

## Obras individuais, conjuntas e traduções
- Antropologia Aplicada
- Aventuras de uma Língua Errante: Ensaios de Literatura e Teatro Ídiche, 1996, reelaboração e desenvolvimento de sua tese de doutorado com o mesmo título, de 1973;
- Buchner - Na Pena e Na Cena
- Cabala, Cabalismo e Cabalistas
- Cacilda Becker: A Face e a Máscara, 1983, ao lado de Maria Thereza Vargas, ensaio que consta do livro: Uma Atriz: Cacilda Becker, de Nanci Fernandes e Maria Thereza Vargas.
- Círculo Linguístico De Praga
- Classicismo
- Contos De I. L. Peretz
- Conto Ídiche
- Da Cena em Cena: Ensaios de Teatro, 2001, livro que aborda aspectos relevantes de concepções e correntes estéticas no teatro.
- Diálogo sobre a Natureza do Teatro
- Dicionário do Teatro Brasileiro
- Diderot - Obras
- Encenador De Si Mesmo
- Evreinov: o Teatro da Vida
- Expressionismo
- Filosofia Do Judaismo
- Guia Histórico da Literatura Hebraica
- Ideia do Teatro
- Judeu e a Modernidade
- Leone de'Sommi, Homem de Teatro do Renascimento, 1989, com a tradução da primeira comédia hebraica de autoria de Leone de'Sommi
- Linguagem e Mito
- Meierhold e Grotowski
- Nascimento da Tragédia
- Nova e Velha Patria
- Patriota, R. (org.) Jaco Guinsburg. A Cena em Aula. Itinerários de um Professor em Devir. SP: Edusp, 2009. Transcrição de aulas do professor e artigos de especialistas sobre o mestre.
- Paz Perpétua
- Pequena Estética
- Pós-Dramático
- Pós-Modernismo
- Prazer do Texto
- Quarenta anos de Habima.
- Quatro Mil Anos de Poesia
- Que Aconteceu, Aconteceu
- Romantismo
- Semiologia do Teatro, 1986, de cuja organização também participam Teixeira Coelho e Reni Chaves Cardoso
- Sobre Anatol Rosenfeld
- Stanislávski e o Teatro de Arte de Moscou, 1985, baseado na sua tese de Livre-Docência, pela Editora Perspectiva
- Stanislavski, Meierhold & Cia
- Surrealismo.
- Teatro-Studio
- Tairov: Notas para um Teatro de Síntese
- Vanguarda e Absurdo, uma Cena de Nosso Tempo

## Traduções
- História da Sociologia, de Gaston Bouthoul, volume 3 da Coleção Saber Atual, da Difel, tradução de “Histoire de la sociologie”, lançado em 1954.[3]
- As Sociedades Secretas, de Serge Hutin, volume 7 da Coleção Saber Atual, da Difel, tradução de “Les sociétés secrètes”, 1954.[4]
- As Doutrinas Econômicas, de Joseph Lajugie, volume 12 da Coleção Saber Atual, da Difel, tradução de “Les doctrines économiques”, 1955.[4]
- O Marxismo, de Henri Lefebvre, volume 19 da Coleção Saber Atual, da Difel, tradução de "Le marxisme", 1955.[3][5]
- O Existencialismo, de Paul Foulquié, volume 20 da Coleção Saber Atual, da Difel, tradução de “L'Existentialisme”. Teve 3 edições, a primeira em 1955,[3][6] e a última em 1975.
- A Estética, de Denis Huisman, volume 21 da Coleção Saber Atual, da Difel, tradução de "L'esthétique", 1955.[3]
- A Literatura Russa, de Marcelle Ehrhard volume 32 da Coleção Saber Atual, da Difel, 1ª edição 1956.
- A Magia, de Jérome Antoine Rony, volume 43 da Coleção Saber Atual, da Difel, tradução de “La magie”, 1957.[4]
- Crimes e Crimes, de Strindberg, em 1952, publicado pela Edusp, em 1999
- O Dibuk, de Sch. Ans-ki, publicado em 1952, reeditado em 1965 pela Brasiliense e, em 1988, pela Perspectiva
- Pirandello: do Teatro no Teatro, Perspectiva, 1999.
- República - Platão

## Prêmios
- Aos 87 anos e em plena atividade, Jacó Guinsburg recebe o Prêmio Shell de Teatro (2009) por sua contribuição ao pensamento crítico do teatro no Brasil.